# Geneawiki
Geneawiki е уики сайт за генеалогия на френски език. Създаден е през 2005 г. по инициатива на Geneanet. Редакциите в него се осъществяват чрез софтуерната система за организиране и управление на съдържание „МедияУики“. Сайтът има за цел да съдържа всичко, пряко или косвено свързано с генеалогията, историята на регионите и семействата. През 2011 г. сайтът разполага с над 50 000 статии, като през 2016 г. има 42 000 регистрирани редактора.